# Емин паша
Емин паша (тур. Emin Paşa; Ополе, 28. март 1840 — , 23. октобар 1892) је био немачки истраживач, доктор, природњак и гувернер египатске провинције Екваторија на горњем Нилу. Рођен је у немачко-јеврејској породици као Исак Едуард Шницер, а касније је крштен као лутеран 1847. под именом Едуард Карл Оскар Теодор Шницер.

## Дисквалификован као доктор
Рођен је у Опелну у Шлеској у немачко-јеврејској породици средње класе. Преселили су се у Најс, када је имао две године. Након смрти оца 1845. његова мајка се преудала, па су она и деца били крштени као лутерани. Студирао је на универзитетима у Вроцлаву (тада Бреслау), Кенигсбергу (данас Калињинград) и Берлину. Стекао је услове 1864. да буде доктор. Међутим дисквалификовали су га, тако да није могао да обавља праксу. Напустио је Немачку и отишао у Константинопољ, са намером да ступи у службу у Османском царству.

## У Албанији и Екваторији
Док је путовао преко Беча и Трста према Константинопољу зауставио се у Антиварију у Албанији. Ту су му понудили да буде доктор. Ту је научио турски, албански и грчки, поред осталих језика које је до тада знао. Постао је службеник за карантин у тадашњој луци.
Само једно краће време 1870. био је у служби Исмаил Хаки паше, гувернера северне Албаније и са њим је путовао Османским царством.
Отишао је 1875. у Каиро, па одатле до Картума. Тада је узео име Мехмет Емин, почео је се лекарском праксом, а скупљао је и биљке, животиње и птице. Много тога је слао музејима по Европи. Многи га сматрају муслиманом, али није јасно да ли је прешао на ислам.
Гувернер Екваторије Чарлс Џорџ Гордон чуо је за Емин пашу и позвао га да буде главни медицински службеник провинције. Емин је пристао и стигао је 1876. Одмах је ишао у дипломатску мисију у Буганду и Буниоро на југу. Због стила и познавања луганда језика 
Емин је постао доста популаран.

## Гувернер Екваторије и Махдијева побуна
Емин паша је 1878. проглашен гувернером Екваторије и добио је титулу бега. Иако је имао звучну титулу, мало је имао праве власти.
На великој територији имао је само неколико хиљада војника. Влада у Картуму није се много обазирала на његове предлоге.
Мухамед Ахмад, познат као Махди је 1881. започео Махдијеву побуну, па је Екваторија до 1883. била одсечена од спољног света. Емин и већина његових снага морала се повући јужно до Ваделаја близу Албертовог језера. Контакт са светом одржавао је преко Буганде до Занзибара. Емин је одлучио да остане у Екваторији.

## Стенли на експедицији спасавања Емин паше
Хенри Мортон Стенли је предузео експедицију спасавања Емин паше. Стенли је ишао дуж тока реке Конго и онда кроз Итури шуму. То је била изузетно тешка експедиција, на којој је преживела само трећина. Станли је у априлу 1888. нашао Емин пашу. Емин паша је био неодлучан. Провели су годину дана у расправама. Коначно су наговорили Емин пашу да крене са њима. Стигли су у Багамојо 1890. Током прославе спасавања Емин паша се повредио, да је морао два месеца провести у болници. Стенли је морао да крене, па је тиме био ускраћен за ужитак тријумфалног повратка у Европу са Емин пашом.
Емин паша је после тога био у служби немачке источноафричке компаније. Пратио је др. Штулмана приликом експедиција према језерима у унутрашњости.
Убила су га два Арапа у Киненеу.